# 生質柴油對環境的影響
生質柴油是種源自植物或動物的柴油燃料，由長鏈脂肪酸酯組成，通常由動物脂肪（如牛脂）、[大豆油]]或其他某些植物油等脂類，與醇發生化學反應，經酯交換反應而產生甲基脂、乙基脂或丙基脂。
生質柴油與用於改裝柴油發動機作為燃料的植物油和廢油不同，它是種理論上可直接使用的生物燃料，表示它與現有的柴油發動機和柴油配送基礎設施兼容。而實際上通行的做法是與石油製成的柴油混合（生質柴油含量通常低於10%），因為大多數發動機尚無法在未經改造的情況下使用純生質柴油。摻有有生質柴油的混合油也可用作取暖用油。
而對生質柴油對環境的影響（英語：Environmental impact of biodiesel），爭論甚多。倡導者認為它與屬於化石燃料的常規柴油相比，有減少溫室氣體排放的效果，但質疑者認為這類產品的生命週期評估尚無法充分顯現，尤其是在土地利用變化（而可能會間接增加溫室氣體排放）的影響，另外還有產油作物的種植效率，以及作物吸收二氧化碳的功效等因素，目前僅依照假設而推算。針對使用這種燃料的環境效果仍須進行更多的研究。

## 溫室氣體排放

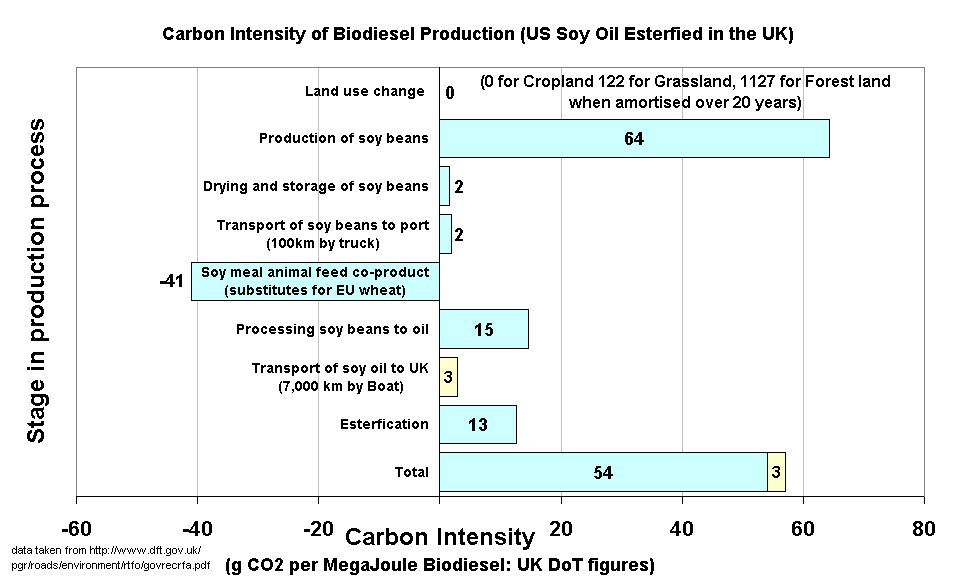
英國政府為可再生運輸燃料義務計劃，對從美國進口的大豆油製成的生質柴油在英國使用時，造成溫室氣體排放強度（也稱碳強度）的計算結果。

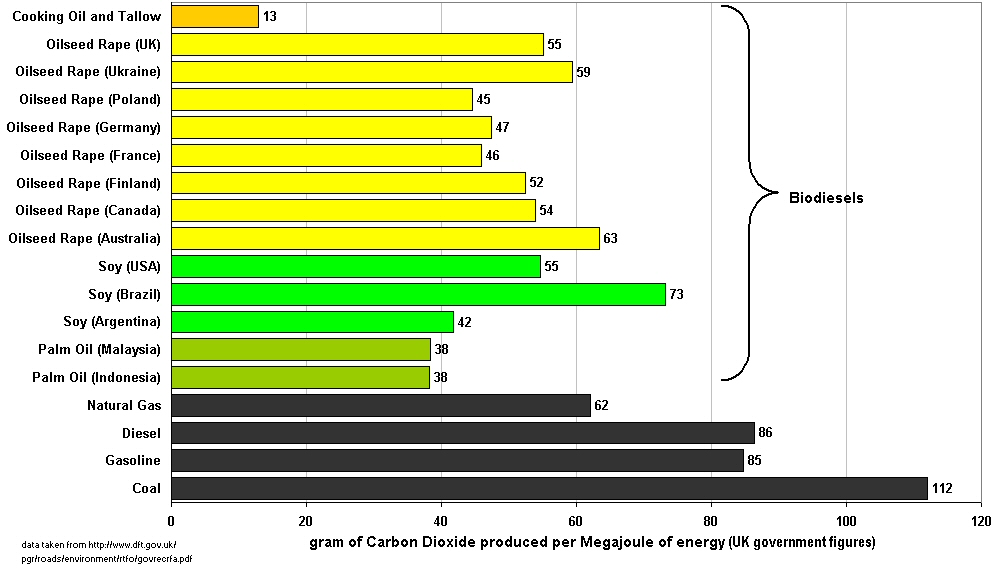
英國對不同生物燃料乙醇和化石燃料的溫室氣體排放強度估計，生物燃料對土地利用改變的間接影響並未列入考慮（即假設生物燃料直接在生產地使用，同時所用原料由當地既有農地產出）。

一般針對生質柴油的批評是這種產品會導致土地利用改變（參見生物燃料對土地利用改變的間接影響），而可能會比單獨使用化石燃料產生更多的溫室氣體排放。但這個問題可透過利用藻類生質燃料解決，因為這種藻類可在不適合農業耕作的土地上生產。
二氧化碳是種主要的溫室氣體。燃燒生質柴油會產生二氧化碳，與使用化石燃料相同，但生產生質柴油原料的植物在成長過程中，會從大氣吸收二氧化碳，再透過光合作用，把能量以糖和澱粉的形式儲存。生物質轉化為生質柴油，經燃燒後，把之前儲存的能量和碳再次釋放。其中一部分能量可為發動機提供動力，產生的二氧化碳則進入大氣。
因此，在考慮生質柴油涉及的溫室氣體排放總量時，要緊的是把整個生產過程以及其可能產生的間接影響都列入考慮。對二氧化碳排放的影響在很大程度上取決於生產方法和所用原料的種類。計算生物燃料的溫室氣體排放強度是個複雜且不精確的過程，同時要高度依賴所列入的假設。計算時通常會包含下列因素：
- 種植生質柴油原料的過程中所產生的排放（例如使用化肥，而用到的石化產品）
- 把上述原料運輸到工廠的過程中所產生的排放
- 把原料加工為生質柴油的過程中所產生的排放
- 產出原料的植物在成長過程中所吸收的二氧化碳

有些因素會很重要，但有時並未被列入考慮，包括有：
- 土地利用變化後，用於種植原料所產生的排放。
- 生質柴油由工廠運輸到使用點，過程中產生的排放
- 生物柴油的使用效率與石化柴油的比較
- 排氣管排出的氮氧化物數量。（完全使用生質柴油，會比使用石化柴油多出8.89%[9]:vi）
- 由於可生產有用的副產品（例如養牛飼料或是甘油）而帶來的好處

如果不把土地利用變化列入考慮，並採用今日的生產技術，用菜籽油和葵花籽油生產的生質柴油，其產生的溫室氣體排放數量比石化柴油低45%-65%。
但目前仍在研究提高生產原料的效率。採用使用過的食用油或其他廢棄脂肪所生產的生質柴油可減少多達85%的二氧化碳排放量。只要原料是由現有農田上種植，土地利用變化對溫室氣體排放的影響將會很小，或是沒影響。但人們會擔心為增加原料產量，而直接導致森林砍伐的速度增快。這種皆伐會把儲存在森林、土壤和泥炭層中的碳釋放。森林砍伐造成的溫室氣體排放量非常巨大，長期而言，由生質柴油能產生較低排放的好處與之相比，實在微不足道。因此，由如棕櫚油等所生產的生物燃料可能會比某些類型的化石燃料造成更多的二氧化碳排放。

## 污染
在美國，生質柴油是唯一成功通過1990年清潔空氣法案的健康影響測試要求（一級和二級）的替代燃料。
生質柴油與低硫 (< 50 ppm) 石化柴油相比，可對配有過濾器車輛的廢氣中直接減少懸浮微粒的排放，最多達到20%。與一般的石化柴油相比，懸浮微粒排放量可減少約50%。

## 生物降解
愛達荷大學從事的的一項研究，比較生質柴油、純植物油、生質柴油摻入石化柴油以及純二號燃料油（N0.2 feul oil）的生物降解率。在營養液和污泥修飾溶液中使用低濃度（10ppm）的前述油料，顯示生質柴油在28天內的降解速度與對照的葡萄糖相同，是石化柴油降解速度的5倍，而混有生質柴油的石化柴油，因有共同代謝的作用，降解速度會加倍。同一項研究分別用10,000ppm的生物柴油和石化柴油，檢查其在土壤中降解的情況，而發現生物柴油的降解速度是石化柴油的兩倍。在前述實驗中，也發現生物柴油比石化柴油降解得更徹底，石化柴油會產生不易降解的不明中間體。同一項目中所做的毒性研究顯示，對大鼠和兔使用高達5,000克/公斤的生質柴油，並未造成死亡，也只有很少的毒性作用。相同濃度的石化柴油並未造成動物死亡，但發現濃度在>2,000克/升時對兔有毒性作用，例如脫毛和尿液變色。

### 對水生環境影響
隨著生質柴油使用日益廣泛，知道這種燃料會對水質和水生生態系統產生何種影響，是件重要的事。對不同生質柴油生物降解能力的研究發現，所有被研究的（包括純菜籽油、純大豆油及其改性酯產品）都是“易於生物降解”的化合物，在水中均具有相對較高的降解率。此外，因混合油含有生質柴油，可透過共同代謝，而提高整體的生物降解速率。隨著混合柴油中的生質柴油比例增加，這類柴油的生物降解會變得更快。另一項採用受控條件進行的研究也顯示，生物柴油中的主要分子 - 脂肪酸甲酯 - 在海水中的降解速度比石化柴油快得多。

## 羰基排放
在考慮使用石化燃料和生質燃料所產生的排放時，研究通常會側重於主要污染物如碳氫化合物。人們普遍認為利用生質柴油代替石化柴油，可大幅減少受監管的氣體排放，但研究文獻中缺乏關於非受監管化合物的資訊，這些化合物也對空氣污染發揮作用。有項研究側重於研究重型柴油發動機中使用純石化柴油和石化生質混合柴油，經燃燒後所產生的羰基化合物排放。研究結果發現混有生質柴油的燃料，所產生的甲醛、乙醛、丙烯醛、丙酮、丙醛和丁醛等羰基化合物的排放量會高於純石化柴油。使用生質柴油會有較高的羰基化合物排放量，及較低的碳氫化合物排放量，因此生質柴油可能更適於作為替代燃料。其他研究所得與前述研究的結果發生衝突，由於研究之間存在不同的因素（例如使用的燃料和發動機類型並不相同），因此難以進行比較。在一份針對12篇關於使用生質柴油燃料而產生羰基排放的論文的綜述研究，發現其中8篇論文中報告羰基化合物排放量增加，而另4篇則有相反的結果。顯示對這些化合物仍須做更多的研究。